# Groupe de NGC 5939
Le groupe de NGC 5939 est un trio de galaxies situé dans la constellation de la Petite Ourse. La distance moyenne entre ce groupe et la Voie lactée est d'environ 97,0 Mpc (∼316 millions d'al). 

## Membres
Le tableau ci-dessous liste les trois galaxies du groupe indiquées dans l'article d'Abraham Mahtessian paru en 1998.
| Nom      | Class. | Type    | α (J2000.0)   | δ (J2000.0) | Vitesse radiale (km/s) | m    | Distance (Mpc) | Diamètre (kal) |
| -------- | ------ | ------- | ------------- | ----------- | ---------------------- | ---- | -------------- | -------------- |
| NGC 5939 | S?     | Spirale | 15h 24m 46.0s | 68° 43′ 50″ | 6666 ± 4               | 13,1 | 98,6 ± 6,9     | 75             |
| IC 1129  | Scd    | Spirale | 15h 32m 00.8s | 68° 14′ 47″ | 6549 ± 4               | 13,1 | 95,6 ± 6,7     | 67             |
| UGC 9896 | Scd?   | Spirale | 15h 31m 45.2s | 67° 33′ 23″ | 6463 ± 4               | 13,4 | 95,6 ± 6,7     | 169            |

Le site DeepskyLog permet de trouver aisément les constellations des galaxies mentionnées dans ce tableau ou si elles ne s'y trouvent pas, l'outil du site constellation permet de le faire à l'aide des coordonnées de la galaxie. Sauf indication contraire, les données proviennent du site NASA/IPAC.